# Pietro Ferraris
Pietro Ferraris (Vercelli, 15 febbraio 1912 – Vercelli, 11 ottobre 1991) è stato un calciatore italiano, di ruolo attaccante. Campione del Mondo nel 1938 con la Nazionale Italiana.
Era noto come Ferraris II per distinguerlo da Mario (Ferraris I).

## Carriera
È stato un attaccante dell'Ambrosiana-Inter di Giuseppe Meazza con la quale si è aggiudicato gli scudetti 1937-1938 e 1939-1940 e una Coppa Italia nel 1938-1939.
Cresciuto calcisticamente nella Pro Vercelli di Silvio Piola esordisce in Serie A poco più che diciassettenne. Ha militato poi nel Napoli e nel Torino. In granata si ferma fino a tutto il 1947-1948 dove lega il suo nome al Grande Torino vincendo una Coppa Italia e quattro titoli italiani. Il trasferimento nell'estate del 1948 al Novara (dove fa nuovamente coppia con Piola) gli salva la vita risparmiandolo dalla sciagura aerea del 4 maggio 1949 a Superga.
È tra i primi trenta giocatori di tutti i tempi con più presenze in Serie A.

## Statistiche

### Presenze e reti nei club
| Stagione          | Squadra           | Campionato | Campionato | Campionato |
| Stagione          | Squadra           | Comp       | Pres       | Reti       |
| ----------------- | ----------------- | ---------- | ---------- | ---------- |
| 1929-1930         | Pro Vercelli      | A          | 22         | 3          |
| 1930-1931         | Pro Vercelli      | A          | 30         | 11         |
| 1931-1932         | Pro Vercelli      | A          | 34         | 5          |
| 1932-1933         | Napoli            | A          | 32         | 4          |
| 1933-1934         | Napoli            | A          | 27         | 3          |
| 1934-1935         | Napoli            | A          | 23         | 6          |
| 1935-1936         | Napoli            | A          | 1          | 0          |
| 1936-1937         | Ambrosiana-Inter  | A          | 26         | 3          |
| 1937-1938         | Ambrosiana-Inter  | A          | 30         | 14         |
| 1938-1939         | Ambrosiana-Inter  | A          | 25         | 10         |
| 1939-1940         | Ambrosiana-Inter  | A          | 28         | 7          |
| 1940-1941         | Ambrosiana-Inter  | A          | 30         | 9          |
| 1941-1942         | Torino            | A          | 24         | 5          |
| 1942-1943         | Torino            | A          | 30         | 12         |
| 1944              | Torino            | CAA        | 26         | 15         |
| 1945-1946         | Torino            | DN         | 38         | 12         |
| 1946-1947         | Torino            | A          | 34         | 8          |
| 1947-1948         | Torino            | A          | 16         | 3          |
| 1948-1949         | Novara            | A          | 29         | 10         |
| 1949-1950         | Novara            | A          | 28         | 10         |
| Totale Campionato | Totale Campionato |            | 533        | 150        |

### Cronologia presenze e reti in nazionale
| Cronologia completa delle presenze e delle reti in nazionale ― Italia | Cronologia completa delle presenze e delle reti in nazionale ― Italia | Cronologia completa delle presenze e delle reti in nazionale ― Italia | Cronologia completa delle presenze e delle reti in nazionale ― Italia | Cronologia completa delle presenze e delle reti in nazionale ― Italia | Cronologia completa delle presenze e delle reti in nazionale ― Italia | Cronologia completa delle presenze e delle reti in nazionale ― Italia | Cronologia completa delle presenze e delle reti in nazionale ― Italia |
| Data                                                                  | Città                                                                 | In casa                                                               | Risultato                                                             | Ospiti                                                                | Competizione                                                          | Reti                                                                  | Note                                                                  |
| --------------------------------------------------------------------- | --------------------------------------------------------------------- | --------------------------------------------------------------------- | --------------------------------------------------------------------- | --------------------------------------------------------------------- | --------------------------------------------------------------------- | --------------------------------------------------------------------- | --------------------------------------------------------------------- |
| 17/02/1935                                                            | Roma                                                                  | Italia                                                                | 2 – 1                                                                 | Francia                                                               | Amichevole                                                            | -                                                                     |                                                                       |
| 05/12/1937                                                            | Parigi                                                                | Francia                                                               | 0 – 0                                                                 | Italia                                                                | Amichevole                                                            | -                                                                     |                                                                       |
| 15/05/1938                                                            | Milano                                                                | Italia                                                                | 6 – 1                                                                 | Belgio                                                                | Amichevole                                                            | -                                                                     |                                                                       |
| 05/06/1938                                                            | Marsiglia                                                             | Norvegia                                                              | 1 – 2 dts                                                             | Italia                                                                | Mondiali 1938 - Ottavi                                                | 1                                                                     |                                                                       |
| 20/07/1939                                                            | Helsinki                                                              | Finlandia                                                             | 2 – 3                                                                 | Italia                                                                | Amichevole                                                            | -                                                                     |                                                                       |
| 12/11/1939                                                            | Zurigo                                                                | Svizzera                                                              | 3 – 1                                                                 | Italia                                                                | Amichevole                                                            | -                                                                     |                                                                       |
| 03/03/1940                                                            | Torino                                                                | Italia                                                                | 1 – 1                                                                 | Svizzera                                                              | Amichevole                                                            | -                                                                     |                                                                       |
| 01/12/1940                                                            | Genova                                                                | Italia                                                                | 1 – 1                                                                 | Ungheria                                                              | Amichevole                                                            | -                                                                     |                                                                       |
| 05/04/1942                                                            | Genova                                                                | Italia                                                                | 4 – 0                                                                 | Croazia                                                               | Amichevole                                                            | 1                                                                     |                                                                       |
| 19/04/1942                                                            | Milano                                                                | Italia                                                                | 4 – 0                                                                 | Spagna                                                                | Amichevole                                                            | 1                                                                     |                                                                       |
| 11/11/1945                                                            | Zurigo                                                                | Svizzera                                                              | 4 – 4                                                                 | Italia                                                                | Amichevole                                                            | -                                                                     |                                                                       |
| 01/12/1946                                                            | Milano                                                                | Italia                                                                | 3 – 2                                                                 | Austria                                                               | Amichevole                                                            | -                                                                     |                                                                       |
| 27/04/1947                                                            | Firenze                                                               | Italia                                                                | 5 – 2                                                                 | Svizzera                                                              | Amichevole                                                            | -                                                                     | Cap.                                                                  |
| 11/05/1947                                                            | Torino                                                                | Italia                                                                | 3 – 2                                                                 | Ungheria                                                              | Amichevole                                                            | -                                                                     | Cap.                                                                  |
| Totale                                                                |                                                                       | Presenze                                                              | 14                                                                    |                                                                       | Reti                                                                  | 3                                                                     |                                                                       |

## Palmarès

### Club
- Campionato italiano: 6

Ambrosiana-Inter: 1937-1938, 1939-1940
Torino: 1942-1943, 1945-1946, 1946-1947, 1947-1948
- Coppa Italia: 2

Ambrosiana-Inter: 1938-1939
Torino: 1942-1943

### Nazionale
- Campionato mondiale: 1

Francia 1938